# 飛行第85戰隊
飛行第85戰隊（日文：ひこうだい85せんたい）為第二次世界大戰期間大日本帝國陸軍航空部隊之一，陸軍戰術代號85F或85FR；所屬戰機部隊符號特徵是在垂直尾翼上有著箭頭標記，主要佈署在中國戰場。

## 簡介
85戰隊是在昭和十五年（1940）「陸甲第二十六號令」決定組成的戰鬥機部隊，昭和十六年（1941）3月7日在滿州國孫家編成，戰隊長為山本五郎少校、飛行員來源則有同年畢業的飛行學校飛官，資深飛官則來自第64戰隊與第1戰隊移編，飛官編制為軍官13名、士官30名。85戰隊在滿州八面通、海浪等地訓練，1942年整訓期間山本少校曾操作自蘇聯投誠的拉格-3戰鬥機與陸軍現役戰機進行模擬空戰；昭和十八年（1943）6月15日85戰隊正式授旗成軍，直屬第3飛行師團，移防華中與華南主要城市擔負攔截任務。
昭和十八年7月，85戰隊第一、第二中隊進駐漢口、第三中隊進駐廣東，7月24日起開始執行戰鬥任務。在後續的一年多期間在該地與美國第十四航空隊及中華民國空軍頻繁接戰，在中國戰場出沒的二式單座戰鬥機主要都是該戰隊所屬，經日本戰史學者考證，至昭和十八年底，85戰隊的空戰勝利戰果包括9架P-40、2架P-51A、1架B-25，戰隊在空戰損失了12位飛行員，其中11位是遭到P-40擊落，僅有1位是遭到P-43擊落。
在昭和19年中，因一號作戰備戰補充耗損，戰隊在6月20日時回報的可用戰機數量包括一式戰8架、二式戰32架。
昭和十九年（1944）8月起，部分中隊換裝由飛行第22戰隊移交的先導生產型四式戰鬥機，至1944年11月時回報的可動機有二式戰17架、四式戰10架。戰隊成軍後損失最重的單次空戰戰疫為1944年底的漢口大空襲。昭和二十年（1945）1月，85戰隊在戰線收縮政策下主力部隊在2月先移防南京休整恢復戰力，5月撤往朝鮮京城，後移防至金浦，在朝鮮的戰隊主力最後一場空戰在8月13日，當日與P-51交戰，包括第3中隊隊長中村守男少校等5名飛行員戰死；在廣東的分隊在6月移防漢口，8月日本投降時在原地解散。投降時，全戰隊僅剩15位飛行員。
85戰隊在成立的4年間，自稱因各種緣故折損62位飛行員，並達成擊落、傷250架戰機；目前戰果比對中，確認有24架同盟國戰機為該戰隊擊落、另有19架可能擊落成果是與其它飛行戰隊共同取得的空戰勝利。戰隊最為知名的王牌飛行員是稱為「紅鼻王牌」的若松幸禧。

## 主要人事
| 任 | 姓名         | 任職時間           | 附註                     |
| -- | ------------ | ------------------ | ------------------------ |
| 1  | 山本五郎少校 | 1941.3.7 -         | 後接任飛行第20戰隊戰隊長 |
| 2  | 齋藤藤吾少校 | 1943.? - 1945.8.15 |                          |

## 相關人物
- 周志開：遭85戰隊擊墜的中華民國空軍飛行王牌

## 外部連結
- 亞細亞歷史資料中心 （页面存档备份，存于）（防衛省防衛研究所）
  - . Ref. C12122420100.

1. ↑  第一復員局，支那方面航空作戰紀錄（東京：昭和22年2月），頁206
2. ↑  第一復員局，支那方面航空作戰紀錄（東京：昭和22年2月），頁146
3. ↑  第一復員局，支那方面航空作戰紀錄（東京：昭和22年2月），頁160